# Асатиани, Тина Левановна
Ти́на Лева́новна Асатиа́ни (груз. თინათინ ლევანის ასული ასათიანი, арм. Թինա Լևանի Ասաթիանի; 12 марта 1918, Тбилиси — 20 июля 2011, Ереван) — армянский физик грузинского происхождения.
Академик НАН РА (1996, член-корреспондент с 1991), доктор физико-математических наук (1971), профессор (1974). Заслуженный деятель науки и техники Армянской ССР (1980). Лауреат Ленинской премии (1970).
Основные научные труды Тины Левановны Асатиани посвящены физике высоких энергий и физике космических лучей, исследованию элементарных частиц на ускорителе, экспериментальным приборам физики высоких энергий. Тина Левановна Асатиани известна своей общественной и благотворительной деятельностью. Она является учредителем грузинского благотворительного сообщества в Армении «Иверия».

## Биография
Тина Левановна Асатиани родилась 12 марта 1918 года в Тбилиси, в семье известного литературоведа, исследователя классической грузинской литературы, профессора Левана Никифоровича Асатиани и врача Анны Волковой.
Окончила школу с отличием. В 1940 году окончила физический факультет Тбилисского государственного университета.
В 1941 году поступила в аспирантуру Ленинградского физико-технического института (в дальнейшем — Физико-технический институт имени А. Ф. Иоффе РАН), в лабораторию академика Абрама Алиханова. Во время блокады Ленинграда Асатиани вернулась в Тбилиси, где преподавала общую физику в Транспортном институте. В 1942 году, когда братья Алиханяны приступили к организации станции по исследованию космических лучей на горе Арагац, Тина Асатиани была приглашена туда, и с 1943 года начала работу над кандидатской диссертацией, посвящённой исследованию широких атмосферных ливней. В 1945 году в Институте физических проблем АН СССР защитила диссертацию на соискание учёной степени кандидата физико-математических наук.
В 1943 году вышла замуж за физика Аршалуйса Тиграновича Дадаяна (впоследствии заведующий кафедрой в Ереванском государственном университете). С 1944 года была заведующей лабораторией {\displaystyle \mu }-мезонов в Физическом институте АН Армянской ССР (в дальнейшем — Ереванский физический институт).
Тина Асатиани с 1959 года участвовала в работе многих международных конференций и выступала с докладами во многих странах мира (Япония, Индия, Канада, США, Англия, Германия, Франция, Австрия). С 1968 года читала лекции в Ереванском государственном университете по физике высоких энергий. За большой вклад в развитие методики искровых камер в 1970 году Тине Асатиани и академику Артёму Алиханяну была присуждена Ленинская премия.
В 1971 году защитила диссертацию на соискание учёной степени доктора физико-математических наук, в 1974 году ей было присвоено учёное звание профессора. В 1991 году была избрана членом-корреспондентом АН Армянской ССР, в 1996 году — действительным членом Национальной академия наук Республики Армения.
После провозглашения независимости Армении в 1991 году, Тина Асатиани занималась общественной деятельностью. Она была учредителем и почетным президентом грузинского благотворительного сообщества в Армении «Иверия». Асатиани также занималась судьбами инвалидов с позвоночно-спинномозговыми травмами, их психологической и трудовой реабилитацией. Она написала и претворила в жизнь программу «Обучение компьютерной и информационной технике инвалидов-спинальников». По её программе Британское посольство Армении организовало для инвалидов-спинальников Центр физического тренинга в Ереване. Асатиани была членом правления ассоциации спинальников Армении «Верацнунд». По её инициативе в городе Спитаке был организован Колледж для инвалидов и сирот, который успешно функционирует.

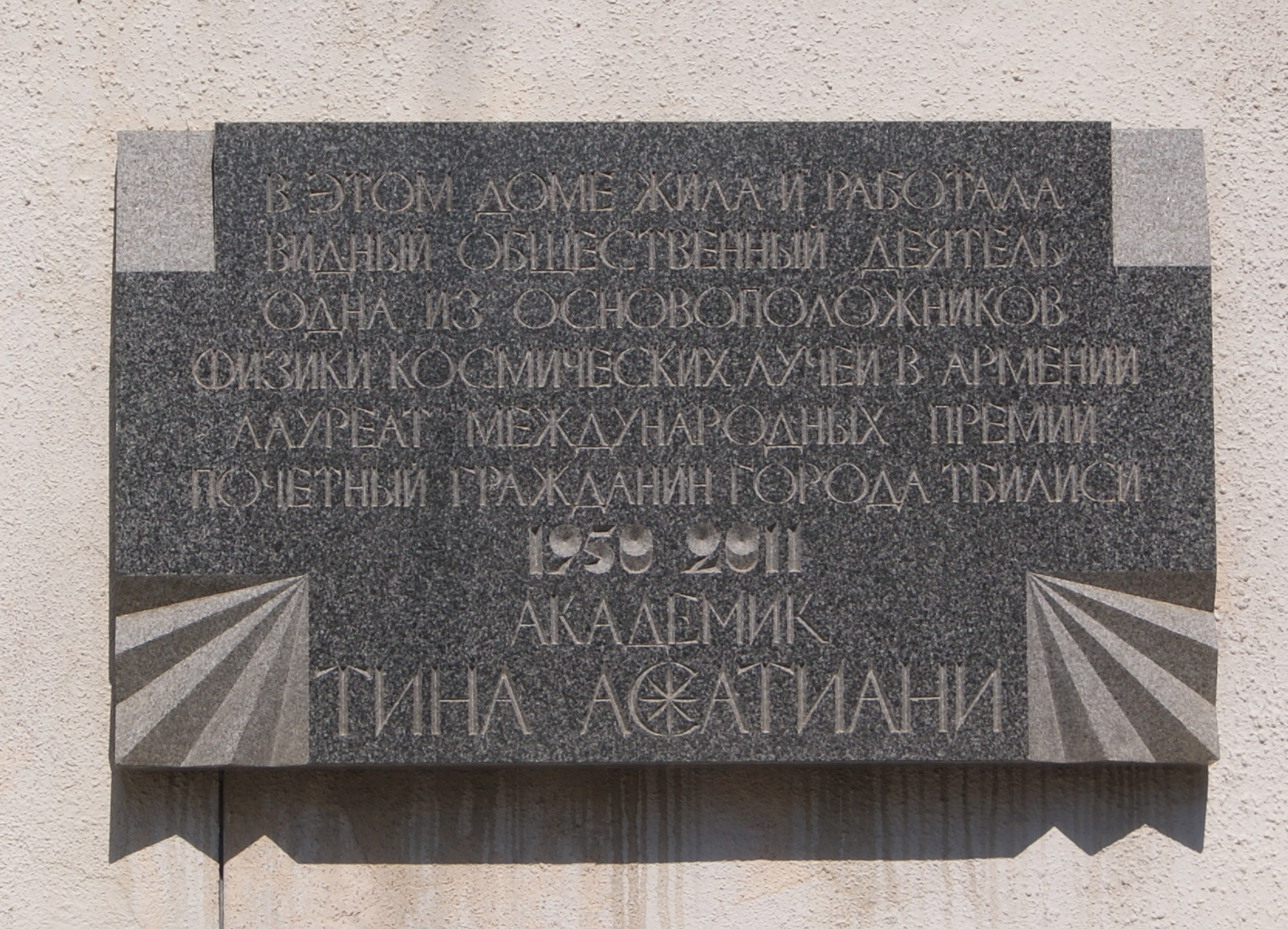
Мемориальная доска на доме в Ереване, где жила Тина Асатиани в 1950—2011 годах (проспект Баграмяна, дома 18а)

В 2008 году издала книгу «Воспоминания».
Тина Левановна Асатиани скончалась в Ереване 20 июля 2011 года в возрасте 93 лет. В память Тины Асатиани в 2013 году, в Ереване, на доме, где она жила (проспект Баграмяна, дома 18а) была установлена мемориальная доска.

## Научная деятельность
Основные научные труды Тины Левановны Асатиани посвящены физике высоких энергий и физике космических лучей.
В 1940-х годах Тина Асатиани занималась исследованием широких атмосферных ливней, применяя новый метод определения первичной энергии широких атмосферных ливней. Совместно с академиком Артёмом Алиханяном, Асатиани открыла и изучила природу узких ливней, обусловленных ядерными процессами, отличающихся от обычных частиц широких атмосферных ливней.
Тина Асатиани разработала электронный метод сокращения времени восстановления камеры Вильсона. Она является автором изобретения устройства для измерения координат заряженных частиц — координатного детектора заряженных частиц. Оно используется в экспериментах на ускорителях, также при регистрации космических лучей.
Начиная с 1960 года Тина Асатиани занималась экспериментальным исследованием поляризации {\displaystyle \mu }-мезонов космического излучения. Исследования проводились на цилиндрическом и прямоугольном годоскопах и камере Вильсона. С 1961 года Асатиани начала заниматься широкозазорными искровыми камерами, и получила известные результаты в исследовании установки широкозазорных искровых камер в магнитном поле.
С 1967 года Тина Асатиани работала на экспериментальной установке Ереванского физического института «АРУС». Используя широкозазорные искровые камеры, Асатиани провела с сотрудниками первый эксперимент на «АРУС»-е, доказав, что пучок работает. Асатиани поставила первый эксперимент на «АРУС»-е по фоторождению {\displaystyle K^{0}}-мезонов.
В начале 1970-х годов, под руководством Тины Асатиани, был сконструирован магнитный спектрометр, который позволял измерять горизонтальный поток высокоэнергичных космических мюонов с высокой точностью. В конце 1970-х годов Тина Асатиани исследовала явление гало в Бюраканской астрофизической обсерватории. Асатиани открыла явление построенности многогаловых семейств.
- Асатиани Т. Л. и др. Проект эксперимента для изучения адронных столкновений при энергиях 103 — 106 ТэВ // Успехи физических наук. — 1980. — Т. 132, вып. 2. — С. 395—396.
- Асатиани Т. Л., Тер-Антонян С. В. Исследование мюонов горизонтального потока космических лучей методом искрового калориметра на в/с Арагац // Известия АН Армянской ССР. Физика. — 1980. — Т. 15, № 3. — С. 174—185.
- Асатиани Т. Л. и др. Электромагнитные взаимодействия космических мюонов больших энергий и мюонные пары // Известия АН Армянской ССР. Физика. — 1978. — Т. 13, № 1. — С. 3—9.
- Асатиани Т. Л. и др. Импульсный спектр мюонов космических лучей высоких энергий под большими зенитными углами // Известия АН Армянской ССР. Физика. — 1976. — Т. 11, № 4. — С. 251—258.
- Асатиани Т. Л. и др. Флуктуации яркости следов в стримерной камере // Известия АН Армянской ССР. Физика. — 1969. — Т. 4, № 1. — С. 53—57.
- Асатиани Т. Л. и др. Магнитный спектрометр из проволочных искровых камер с автоматическим вычислением магнитных отклонений // Известия АН Армянской ССР. Физика. — 1966. — Т. 1, № 6. — С. 410—413.
- Асатиани Т. Л. и др. О возможности измерения ионизации заряженных частиц в стримерной камере // Известия АН Армянской ССР. Физика. — 1966. — Т. 1, № 2. — С. 127—130.

## Награды
- Ленинская премия (1970) — за работу «Трековые искровые камеры».
- Орден Чести (Грузия) (1999)[4].
- Заслуженный деятель науки и техники Армянской ССР (1980)[4].
- Почётный гражданин Тбилиси (1987)[6].
- Почётный профессор фонда Джорджа Сороса (1974)[6].